# 工人世界党
工人世界党（英語：Workers World Party，缩写为WWP）是美国的一个共产主义政党。1958年，萨姆·马西和他的追随者们脱离社会主义工人党，然后于1959年建立该党。
工人世界党宣称，他们自从创建以来就一直“支持一切被压迫的人们”。他们支持民族自决，认为为争取社会平等而进行斗争是必要的。同时，他们反对任何形式的种族主义和宗教偏执。

## 历史
2004年，工人世界党遭遇了该党成立以来最严重的分裂，旧金山支部和其他一些成员脱离该党，成立争取社会主义和解放党。

## 意识形态
在意识形态上，工人世界党以马克思列宁主义作为指导。此党的托洛茨基主义观点可以从萨姆·马西的批判斯大林的文章里反映出来。然而，直到苏联走向末路之前，马西依然一直支持着作为一个社会主义国家的苏联。当“重建马列主义共产党临时委员会”组建时，工人世界党在报上发布了一则饱含善意的头条，“欢迎，同志们！”。然而，临时委员会的回应是，“托派除了反革命什么也不是！”。从此之后，“一切关于托洛茨基的东西都从版面上永远地消失了”。这些事情导致了一些个人和团体指责马西和工人世界党变成了“斯大林主义者”，虽然马西一直批判着斯大林的领导。
工人世界党并非是一个亲苏政党。马西坚决批判赫鲁晓夫导致的中苏分裂，呼吁当时的一切社会主义国家（华约国家、中国、南斯拉夫、阿尔巴尼亚和朝鲜）都应联合起来。这种支持一切社会主义国家、呼吁社会主义者联合起来的观点（而不是简单的跟在某个大的共产党的后面），使得工人世界党在冷战时期显得独一无二。

### 同其它左翼的分歧
并非所有的左翼团体和政党都赞同工人世界党的政治观点和策略。他们还在面对着其他马克思列宁主义和托洛茨基主义的政党的反对。另外由于2003年以来，工人世界党在反对美国进攻伊拉克的反战行动中的巨大成就，很多报纸和电视节目都曾很明确的攻击过它。

## 组织结构
工人世界党组织、指导或者参与了很多不同目的的联合组织，其中很有代表性的就是反帝国主义组织。工人世界党在美国的一些大城市设立了办公室，并且接受捐赠作为党的资金来源。党由内部选举出来的书记领导，当前的书记为此六人：Deirdre Griswold，Larry Holmes，Fred Goldstein，Monica Moorehead，Sara Flounders和Teresa Gutierrez。

## 總統大選
工人世界黨自1980年便開始提名總統候選人，但是由於缺乏強大影響力，得票數都不高，通常只是重於理念的傳達。以2004年參選人約翰·帕克為例，便主張反對伊拉克戰爭、反對美國對於其他國家的干涉、捍衛移民權利、提高最低薪資、強化工會力量、對大公司課稅、捍衛女性權利、釋放所有政治犯等等。
| 年份   | 總統候選人                          | 副總統候選人      | 票數    | 得票率    | 是否當選 | 備註                                                    |
| ------ | ----------------------------------- | ----------------- | ------- | --------- | -------- | ------------------------------------------------------- |
| 1980   | 迪爾德里·格里斯沃爾德               | 加夫里爾·霍姆斯   | 13,285  | 0.01528%  | 否       |                                                         |
| 1984   | 拉里·霍姆斯 部分州：加夫里爾·霍姆斯 | 格洛麗亞·拉·里瓦  | 17,985  | 0.01940%  | 否       | 拉里得15,327票（0.01654%），霍姆斯得2,656票（0.00287%） |
| 1988   | 拉里·霍姆斯                         | 格洛麗亞·拉·里瓦  | 7,846   | 0.00857%  | 否       |                                                         |
| 1992   | 格洛麗亞·拉·里瓦                    | 拉里·霍姆斯       | 181     | 0.00017%  | 否       |                                                         |
| 1996   | 莫妮卡·穆爾黑德                     | 格洛麗亞·拉·里瓦  | 29,083  | 0.03021%  | 否       |                                                         |
| 2000   | 莫妮卡·穆爾黑德                     | 格洛麗亞·拉·里瓦  | 4,795   | 0.00455%  | 否       |                                                         |
| 2004   | 約翰·帕克                           | 特雷莎·古鐵雷斯   | 1,646   | 0,000135% | 否       | 得票數包括在佛蒙特州與自由聯合黨合作的265票             |
| 2008   | 支持辛西亞·麥金尼                   | 支持羅莎·克萊門特 | 161,797 | 0.12321%  | 否       | 無本黨候選人，支持美國綠黨                              |
| 2016   | 莫妮卡·穆爾黑德                     | 拉蒙特·莉莉       |         |           |          |                                                         |
| 來源： |                                     |                   |         |           |          |                                                         |